# Archaeoteleia penai
Archaeoteleia penai  (лат.) — вид наездников из семейства Platygastridae (Archaeoteleia, Scelioninae, или Scelionidae, по другим классификациям). Чили. Длина самок 2,9—2,95 мм (самцы не обнаружены). Общая окраска коричневая, ноги — желтоватые.  Нижнечелюстные щупики 5-члениковые; нижнегубные щупики состоят из 3 сегментов. Усики у обоих полов 12-члениковые. Формула члеников лапок: 5-5-5; формула шор ног: 1-2-2.
Вид был описан в 2007 году в ходе ревизии рода, проведённой энтомологами Джоном Эрли (John W. Early, Новая Зеландия), Любомиром Маснером (Lubomir Masner, Канада) и Норманом Джонсом (Norman F. Johnson, США) и назван в честь чилийского энтомолога Луиса Пенья (Luís E. Peña), собравшего типовую серию экземпляров.